# Фирм (узурпатор IV века)
Фирм (лат. Firmus) — римский император-узурпатор в 372—375 годах.
Фирм был сыном мавританского (берберского) князя Нубеля, римского офицера и богатого христианина. Недовольный, что наследником отца (при поддержке комита Африки Романа) стал другой сын Нубеля — Саммак (Заммака), поднял восстание, убил Саммака и присвоил власть над Западной Кабилией себе. Других своих братьев он поставил во главе местных племен (Масцизель стал вождем тиндензиев, Дий — вождем масиниссензиев, Сальмаций владел отстроенным городом Петрой). В 372 году Фирм начал военные действия против римлян. Довольно быстро овладел большей частью Мавретании Цезарейской, заняв в частности Икосий, Контензе, Ламфокт и Медиан, захватил и частично разрушил Цезарею. Успехам повстанцев способствовала активная поддержка со стороны населения римских провинций и донатистской церкви. Епископ Рузики Виктор добровольно открыл войску Фирма городские ворота. Восстание распространилось и на соседнюю Нумидию. На сторону Фирма перешла четвёртая когорта сагитариев (лучников) и часть легиона города Константины. Один из римских военных трибунов «короновал» Фирма своей шейной цепочкой вместо диадемы, провозгласив его «августом Африки» и даже царем.
Римское правительство вынуждено было бросить на подавление восстания, приобретшего черты сепаратистского движения, войска из Мёзии и Нижней Паннонии. Возглавил экспедицию военный магистр (magister militum) Феодосий Старший, который получил всю полноту власти в африканских провинциях. Феодосий сразу же запретил собирать провиант для войска у местного населения, пытаясь таким образом привлечь его на свою сторону. Ещё одной уступкой стал арест комита Романа и казнь чиновников, которые были известны своими вымогательствами. На сторону римлян поспешили перейти несколько более мелких предводителей повстанцев и даже брат Фирма Гильдон. Мавретанским племенам Феодосий грозил суровым наказанием, но чаще предлагал деньги и обещал закрыть глаза на их набеги на мирное население. Так постепенно Фирм лишился большинства своих союзников. Дольше всего его поддерживало племя исафлензиев, но в конце концов их вожак Игмазен предал «августа» римлянам. Фирм покончил с собой (375 год). Павел Диакон, рассказывая про восстание Фирма, добавляет то, что вскоре после подавления восстания Феодосием император «Валент II, побуждаемый завистью, приказал его [Феодосия] убить; тогда он пожелал принять в Карфагене крещение в отпущение грехов и, идя на славную смерть, сам подставил палачу свою шею».